# Tony Wilson
Anthony Howard Wilson (Salford, Lancashire, 20 de febrero de 1950 – Mánchester, 10 de agosto de 2007), conocido como Tony Wilson, fue un empresario británico.

## Formación y profesión
Era licenciado en periodismo por la Universidad de Cambridge.
Su trayectoria profesional se centró como presentador de programas televisivos musicales en Granada Television como el magazine, "So It Goes". Fue además empresario musical, propietario de la discográfica independiente, Factory Records y gerente de varios clubes musicales reconocidos en la ciudad de Mánchester como The Haçienda.

## Factory Records
Factory Records fue una compañía discográfica independiente creada en 1978 por iniciativa de Tony Wilson, como forma de dar salida a las bandas que actuaban en su sala de conciertos The Factory. Ayudado por su amigo y actor Alan Erasmus, Rob Gretton (representante artístico de Joy Division), el productor discográfico Martin Hannett y el diseñador de portadas de discos Peter Saville, el sello editó parte de los discos más emblemáticos del pop británico hasta su cierre, absorbida por London Records, en 1992.
Desde Factory Records se lanzaron grupos como Joy Division, New Order o Happy Mondays.

## Otros trabajos musicales
Fundó la mítica sala de conciertos The Haçienda, en Mánchester, en 1982. La sala fue cerrada en 1997 y demolido en 2002, sustituido por apartamentos de lujo.
En su labor periodística dio repercusión a los grupos de Mánchester que comenzaban a despuntar tras la estela del punk de Sex Pistols, entre otros, y que fueron englobados bajo el género post-punk. 
Posteriormente se convirtió en uno de los principales catalizadores del Madchester de finales de los 80 y principios de los 90.

## La película
24 Hour Party People es una película británica de 2002, considerada como de culto musical, que retrata las peripecias de una comunidad de bandas musicales de la ciudad de Mánchester entre finales de los años 70 y principios de los 90, y de Factory Records, empresa productora de sus discos. Fue escrita por Frank Cottrell Boyce y dirigida por Michael Winterbottom. La película es un drama basado en una combinación de eventos reales, leyenda urbanas, rumores y creaciones del autor durante el transcurso de la cinta. La película participó en la selección oficial del Festival de Cannes de 2002.
El actor Steve Coogan interpretó el personaje de Wilson.

## Fallecimiento
Falleció el 10 de agosto de 2007 de un ataque al corazón en el Hospital Christie de Mánchester a los 57 años, debido a complicaciones del cáncer de riñones que le fue detectado a principios de 2006.
- Datos: Q478601
- Multimedia: Tony Wilson / Q478601